# メルセデス・ベンツ・W204
W204/S204/C204は、メルセデス・ベンツの3代目Cクラスを指すコードネームである。W204はセダン、S204はステーションワゴン、C204はクーペを表す。

## 概要
2007年1月18日に正式発表され、欧州では同年3月31日に発売された。南アフリカ工場では従来の英国、オセアニア向けモデルの製造に加え、北米向けの輸出が開始され、代わって日本向けがドイツ本国での生産となった。外観はヘッドライトを始めとしてW221型Sクラスと非常に類似したデザインとなっている。
|  |  |  |
|  |  |  |

クラシックとエレガンスは従来通り、ボンネット上に“スリーポインテッド・スター”のエンブレム（フードマスコット）が付くのに対して、アバンギャルドはグリル中央に大型のスリーポインテッド・スターを配した「クーペ・グリル」が採用され、ボンネット上にエンブレムは付かない。
これまで“クーペ専用”と説明されていた「クーペ・グリル」であるが、現在はクーペやアバンギャルドなどスポーティモデルを表すアイコンとなっている。

## 歴史
2007年1月18日に正式発表、同年3月31日にはほぼ欧州全域で発売開始。日本国内では2007年6月22日に発表、同日に販売が開始された。日本では当初、C200とC250系統、C300アバンギャルドSが導入されたが、その内C250系統は国土交通省に型式認定申請のために約3か月遅れとなった。アバンギャルドSというグレードは、パドルシフトを備えるなどした日本専用モデルとなっておりドイツ本国には未設定である。
日本国内仕様は、C200コンプレッサー及びC250 エレガンス&アバンギャルド、C300 (欧州名:C280) アバンギャルドSの5車種。リアシートを倒してトランクと一体で使える「トランク・スルー」は当初未設定だったが、2008年モデルよりメーカーオプションとなった。ナビゲーション・オーディオ機能を有しPCMCIAスロットが搭載される「COMANDシステム (Cockpit Management and Data System) 」は全車に標準装備され、CD·DVDビデオ·音楽ファイルの再生が可能である。10月24日にはAMGモデルC63 AMGが導入され、2008年4月1日にはエントリーモデルとしてC200コンプレッサー (ドイツ本国ではクラシックに相当) が追加された。C200、C250のアバンギャルドには日本専用のオプションとして、ステアリングコラムにパドルシフトレバーを備える「アバンギャルドS・パッケージ」が用意されていた。
2008年4月8日には、ステーションワゴン (ドイツ本国ではエステート) が発売された。車種はC200コンプレッサーのベーシック&エレガンス&アバンギャルド、C250 エレガンス&アバンギャルド、C63 AMG。後退時に後方の視界をナビゲーションディスプレイに表示する「パーキングアシストリアビューカメラ」はステーションワゴンで標準装備され、セダンは同年7月から標準装備となる。
2009年8月25日に一部改良。C250アバンギャルドシリーズはC250 ブルーエフィシェンシー (BlueEFFICIENCY) アバンギャルドに変更され、C250 エレガンスシリーズは廃止となった。同時にエンジンがV型6気筒2.5Lから直列4気筒 1.8L DOHCターボに変更、最高出力は変わらないもののトルクが従来より向上するだけでなく約20%の燃費向上が図られた。
また、C300にステーションワゴンが追加された。ただしグレードはアバンギャルドSからアバンギャルドにグレードダウンされ、同時にC250・C200のアバンギャルドに設定されていたアバンギャルドS パッケージは廃止、アバンギャルドSの特徴であったパドルシフトもAMGスポーツパッケージに統合される形で全モデルのアバンギャルドにメーカーオプションとなった。
ドイツ本国では設定されていた「キーレスゴー」は、周波数の問題で日本仕様には搭載されていなかったが、2010年モデルより一部の車種を除き標準装備またはオプション設定されている。「COMANDシステム」のテレビは12セグ地上デジタル放送対応となり、グローブボックス内にデジタルオーディオ機器の接続に対応する「メディアインターフェース」が装備された。
2010年2月10日、C200 コンプレッサーシリーズをC200 ブルーエフィシェンシーに改称。エンジンを直列4気筒の1.8L DOHC直噴ターボエンジンに変更。従来のスーパーチャージャー付エンジンと変わらない動力性能ながら実用域である1,800回転から最大トルクが発生するため、スムーズで力強い加速を持つとともに燃費も向上した。またC200ステーションワゴン全グレードおよびC200セダンのオプション装着車は「平成22年度燃費基準+10%」を達成した。なおC200CGIブルーエフィシェンシーの登場を記念し、C200ブルーエフィシェンシーアバンギャルド/ブルーエフィシェンシーステーションワゴンアバンギャルドをベースに、高級感とスポーティーさを高める専用装備を施した特別仕様車C200CGIブルーエフィシェンシーアバンギャルドスペシャルエディションを同時に発売した (セダン・ステーションワゴン各200台限定) 。

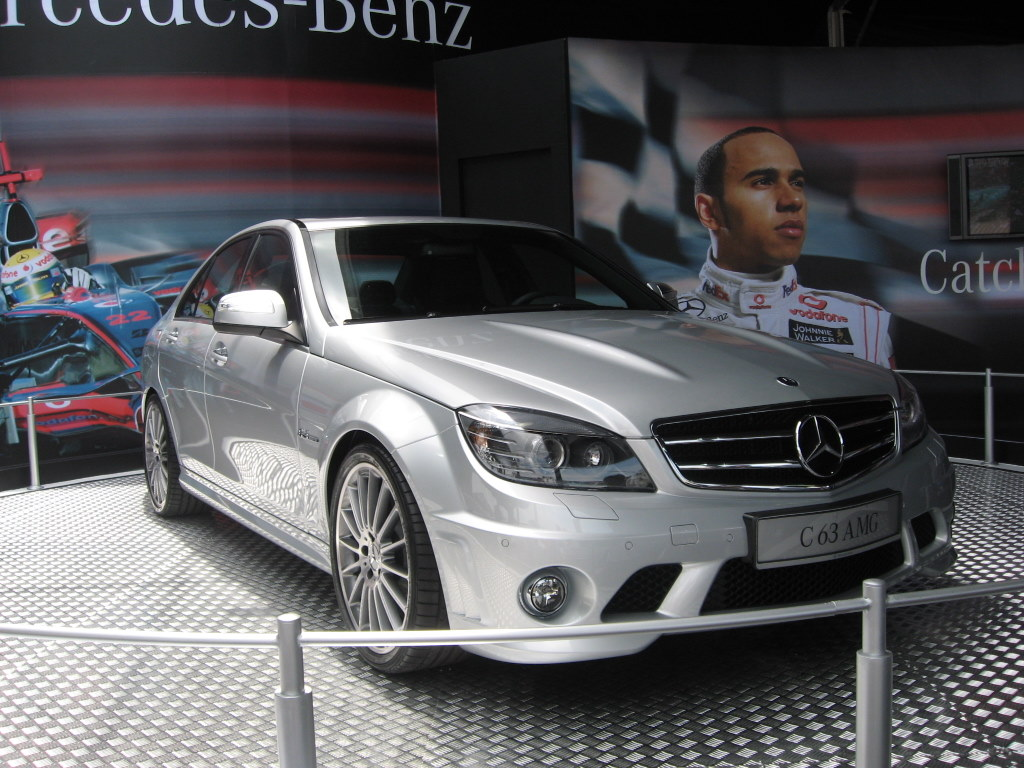
C63AMG

2010年5月11日、C63 AMGに特別仕様車C63 AMG Performance+（パフォーマンスプラス）を発売した。日本国内では25台限定。 SLS AMGにも用いられた鍛造成形軽量ピストン·コンロッド·クランクシャフトなどスペシャルパーツを採用したエンジンを搭載、最高出力は30PS増しの487PSへとアップし (最大トルク値は61.2kgmのまま) 、スピードリミッターの設定値も250km/hから280km/hへと高められた。
足まわりは標準のC63 AMGより一回り大きい19インチのマルチスポーク鍛造アルミホイール、赤い専用カラーのAMG強化ブレーキシステム (フロント) で制動力を強化、LSDの採用で運動性能向上も図られている。エクステリアは、荷室のふたに添えられる「カーボン製トランクリッドスポイラー」が特徴。インテリアは、スペシャルナッパレザーインテリアトリムや、アルカンターラを用いた「AMGパフォーマンスステアリング」。価格はベースモデルより190万円高の1250万円。同年秋に導入された。
2010年8月23日、C200CGIブルーエフィシェンシーの装備内容を厳選したエントリーモデルC200CGIブルーエフィシェンシーライトを新設。同時に既存グレードにLEDドライビングライトを採用（アバンギャルド仕様に標準装備、C63AMGを除く他のモデルにもオプション設定）。またC63AMGにはSLS AMGに用いられているスペシャルパーツなどを装備し、スポーツ性をさらに高めたオプション「AMGパフォーマンスパッケージプラス」を設定した。
2011年1月14日、自動車誕生125周年を記念した特別仕様車を発売。インテリジェントライトシステム、LEDドライビングライト、バイキセノンヘッドライト&ヘッドライトウォッシャー、前席8ウェイパワーシートを装備したC200 CGI ブルーエフィシェンシー 125! Edition (限定計250台) 、「AMGスポーツパッケージ」の装備品とスポーツサスペンションを装備したC200 CGI ブルーエフィシェンシー アバンギャルド 125! Edition (限定計380台) 、C250 CGI ブルーエフィシェンシー アバンギャルド 125! Edition (限定計20台) の3グレードでセダンとステーションワゴンが設定されていた。

### 後期型
2011年5月30日にマイナーチェンジ。内外装のリファインや装備の充実など約2,000か所以上にもおよぶ大幅な変更を実施。ヘッドライトユニットに装備したポジションライトやリアコンビネーションランプなどにLEDを多用し、随所に"C"シェイプのデザインを採用。インテリアはダッシュボードを全面刷新しCOMANDディスプレイを格納。メーターパネル中央にはカラーディスプレイを搭載した。安全装備も充実しており、居眠り運転による事故を未然に防ぐ「アテンションアシスト」やハイビームとロービームを連続して自動で切り替える「アダプティブ ハイビームアシスト」などを一部のグレードを除き標準装備した。また、従来のC300アバンギャルドに替わりV型6気筒 3.5Lエンジンを搭載したC350ブルーエフィシェンシーアバンギャルドを新設。
C200とC250はトランスミッションを7速AT「7G-TRONIC PLUS」に置換し、燃費性能・低排出ガス性能の向上とスムーズなドライビングを実現した。7G-TRONIC PLUSの搭載により後部が重量増となったが、ボンネット、フロントフェンダー、フロントエンドのクロスメンバー、クラッシュボックス、ドアモジュール、リアのパーセルシェルフなどをCクラスとしては初めてアルミニウム製に変更して相殺している。採用されたアルミ製のボンネットは、従来のスチール比マイナス9.2kgの軽量化に貢献している。
7月27日、欧州でC63 AMG クーペ ブラックシリーズを発表、C63 AMG クーペをベースにAMGの持つテクノロジーが投入された。6.3LのV型8気筒エンジンを搭載し、最高出力517PS、最大トルク約63.0kgm、0-100km/hは4.2秒のスペックを誇る。C63 AMG クーペよりも約20kg軽量化されており、ピストンやコネクティングロッド、クランクシャフトなどはSLS AMGと共通。価格は11万5430ユーロ (約1300万円) からで、欧州では2012年1月から販売。日本でも2011年10月3日に50台限定で発売をすることを発表。価格は1500万円 (税込) で2012年春ごろから順次納車となった。
7月29日、C63 AMG、C63 AMG ステーションワゴンがマイナーチェンジされると同時にC63 AMGクーペが追加。各モデル共にトランスミッションは「AMGスピードシフトMCT」を採用している。同日から予約注文の受け付けが始まり、同年8月25日より販売を開始した。
日本仕様のC63 AMG ブラックシリーズには通常のC63クーペに搭載されるサンルーフ、ブレーキホールド、シートメモリーの機能が廃され、RECARO社製のバケットシートを搭載した2座モデルが標準となった。4シーターパッケージはオプション選択制であり、同オプションを選択した場合のみトランクスルーが可能となる。
10月17日、セダンとステーションワゴンを一部改良。従来のC200ブルーエフィシェンシーライトに替わり、基本性能を備えながら価格を抑えたC180 ブルーエフィシェンシーを追加。またC350ブルーエフィシェンシー アバンギャルドに標準装備されていたECOスタート&ストップ機能 (アイドリングストップ機能) をC63AMGを除く全グレードに拡大。これによりC200ブルーエフィシェンシー、C200ブルーエフィシェンシーアバンギャルド、C250 ブルーエフィシェンシー アバンギャルドは「平成22年度燃費基準+25%」を達成した。装備面ではC200ブルーエフィシェンシーは8ウェイパワーシートを、C200ブルーエフィシェンシーアバンギャルドは「AMGスタイリングパッケージ」·17インチ AMG 5ツインスポークアルミホイール·スポーツサスペンション·ステンレスアクセル&ブレーキペダルなどを標準装備化、よりスポーティーなスタイルとなった (なお、装備充実に伴い一部グレードで価格が引き上げられた) 。また、オプション装着率が高い「AMGスポーツパッケージ」の価格が一部グレードで従来の半額に引き下げられた。
同日、日本国内ではC63AMGのみだったクーペモデルにC180ブルーエフィシェンシー、C250ブルーエフィシェンシーが追加された。1.8L直噴ターボエンジンに7速AT「7G-TRONIC PLUS」、ECOスタートストップ機能も備わっており、C250ブルーエフィシェンシーは「平成17年基準排出ガス75%低減レベル (☆☆☆☆) 」と「平成22年度燃費基準+25%」を同時にクリア、かつ「平成27年度燃費基準」も達成している。また、同グレードでは可変ダンパーを備えた「ダイナミックハンドリングパッケージ」が搭載され、なめらかで快適な乗り心地も実現している。11個のエアバッグベルトフォースリミッター·アテンションアシスト·「COMANDシステム」·「AMGスポーツパッケージ (C250 ブルーエフィシェンシー クーペのみ。C180 ブルーエフィシェンシークーペはオプション) 」も全て標準装備している。
C250 ブルーエフィシェンシー クーペについては、専用ボディカラーとして艶消しブラックの「designoマグノナイトブラック」を追加設定し、ポリッシュとチタニウムグレーの2トーン加工を施した18インチ AMG 7スポークアルミホイール、ブラックをベースにポーセレン (乳白色) のコントラストが際立つ専用インテリアを採用した特別仕様車C250 ブルーエフィシェンシー クーペ Edition 1もクーペの追加に合わせて発売を開始した。
2012年5月30日、C63AMGセダンをベースに、専用カラー19インチAMGマルチスポーク鍛造アルミホイール·AMGパフォーマンススタジオフルレザーパッケージ·AMGパフォーマンスパッケージ·AMGパフォーマンスメディア·ハーマン・カードンロジック7サウランドサウンドシステムを装備した特別仕様車C63 AMG Performance Studio Editionを発売。同年11月頃からの納車が開始された。
7月26日、一部改良。セダン・ステーションワゴンのC200 ブルーエフィシェンシーに替わり、AMGスタイリングパッケージ、アドバンストライトパッケージを標準装備し、メモリー付パワーシート、後席分割可倒式シートを採用したアバンギャルド仕様の最廉価グレードC180 ブルーエフィシェンシー アバンギャルドを追加。その他の既存グレードは装備内容の見直しが行われ、セダン・ステーションワゴンのC180 ブルーエフィシェンシーにはパーキングアシストリアビューカメラとVICS3メディアを追加、セダン・ステーションワゴンのC200 ブルーエフィシェンシー アバンギャルドはメモリー付パワーシート、後席分割可倒式シート、VICS3メディアを標準装備しつつ、車両本体価格を10万円値下げ。セダン・ステーションワゴンのC250 ブルーエフィシェンシーとC350 ブルーエフィシェンシーはAMGスポーツパッケージ、後席分割可倒式シート、VICS3メディアを新たに標準装備、セダン・ステーションワゴンのC63 AMGとクーペ全グレードにもVICS3メディアを標準装備した。オプション設定に「AMGスポーツパッケージプラス」を追加し、一部パッケージの価格・装備内容の変更も行なった。また、燃費値の改善によりC180ブルーエフィシェンシーはセダン・ステーションワゴン・クーペともに「平成27年度燃費基準」を達成した。
10月18日、C63AMGクーペに特別仕様車C63AMGクーペブラックシリーズ Performance Studio Editionを発売。既存のスペシャルチューニングモデルC63AMGクーペブラックシリーズをベースに日本仕様専用に企画した仕様で、メルセデスAMG本社のカスタムオーダープログラム「AMGパフォーマンススタジオ」によって特別設定されたマットペイント（つや消し塗装）等を施し、白と黒のコントラストで一層際立たせた仕様となっている。20台の限定販売で、2013年2月以降順次納車された。
2013年1月生産(2013年3月配車)から衝突被害軽減ブレーキの「PRE-SAFEブレーキ」や、アダプティブクルーズコントロールの「ディストロニック・プラス」などをセットにした「レーダーセーフティパッケージ」がC180を除いてオプション設定された。
2月14日、セダン・クーペのC63AMGをベースに、最高出力の向上やAMGスポーツサスペンション、リミテッド・スリップ・デフ、AMG強化ブレーキシステム等の装備で構成された専用AMGパフォーマンスパッケージやファイアオパールのドアミラーとトランクリッドスポイラーリップを装備し、ベース車のパノラミックスライディングルーフをノーマルルーフに変更することで軽量化が図られた限定車C63 AMG Limitedをクーペ15台・セダン20台の計35台の限定で発売した。
7月5日、セダン・ステーションワゴンを一部改良（8月1日販売開始）。「レーダーセーフティーパッケージ」をC180を除く全グレードで標準装備化（C180は新たにオプション設定）。併せて、ステーションワゴン全車にボタン一つでテールゲートの自動開閉ができ、天井の低い車庫でも使用できるように開口の高さを任意で設定できるEASY-PACK自動開閉テールゲートを標準装備し、一部グレードにオプション設定されている「アドバンストライトパッケージ」や「本革シート」の価格を引き下げた。なお、C63AMGを除くその他のグレードは「ブルーエフィシェンシー」を省いたグレード名に改名した。
7月30日、追加グレードとして、C63AMG Edition 507を発表。このモデルは、C63AMGをベースに、特別なチューニングにより最高出力がベース車比50PSアップの507PS、最大トルクがベース車比10N・mアップの610N・mを実現するとともに、0-100km/h加速もベース車比0.2秒高速化の4.3秒を達成した6.3L・V8の専用エンジンをはじめ、ブレーキディスクの大径化により制動力とペダル操作に対する応答性を高めたAMG強化ブレーキシステムを採用。さらに、19インチAMGクロススポークアルミホイール（鍛造）、フロントグリルのフレーム部分、LEDドライビングランプをマットブラック仕上げに、ボンネットのエアアウトレット、トランクリッドスポイラーリップ（セダン、クーペのみ）をハイグロスブラック仕上げに、ドアミラーハウジングもブラックとしたことで精悍に引締めた外観とした。（8月1日販売開始）。
8月1日、クーペを一部改良。C250ブルーエフィシェンシー クーペは廃止され、入れ替えで、スポーティーでダイナミックなモデルに与えられる「SPORT（シュポルト）」の名を冠したC250 クーペ SPORTを新設。専用チューニングを施したスポーツサスペンションやブレーキディスクを大径化した専用強化ブレーキシステムを採用し、18インチAMG7ツインスポークアルミホイール、AMGトランクリッドスポイラーリップ、ブラックドアミラーを採用したことでアグレッシブな外観とした。追加装備を行いながらも従来モデルから価格が据え置かれ、オプション設定の本革シート（前席シートヒーター付）は価格を10万円値下げした。C180ブルーエフィシェンシー クーペから改名したC180クーペはAMGスポーツパッケージ、インテリジェントライトシステム、アドバンストライトパッケージを標準装備化して充実した装備内容とするとともに、新たに、前席メモリー付シートなどで構成されるメモリーパッケージ、車と障害物の距離を警告音とインジケータで知らせるパークトロニック、キーを携帯するだけでリモコン操作不要でドア開閉ができ、ボタン一つでエンジン始動もできるキーレスゴーなどの便利な装備品で構成された「ユーティリティパッケージ」をオプション設定。C63AMGクーペは「レーダーセーフティーパッケージ」を標準装備化した。
12月17日、セダンとステーションワゴンに特別仕様車C180 Edition Cを発売。アバンギャルドデザインの専用フロントグリル（クローム付ハイグロスブラック）、専用ダークヘッドライトユニット、専用17インチ5スポークアルミホイールによりスポーティーな外装を演出。インテリアはブルーとアルパカグレーのステッチを施したレザーARTICO/DINAMICA専用スポーツシートを採用するとともに、3スポーク本革巻ステアリング・ドアパネル・シフトノブにもアルパカグレーのステッチを施した。さらに、「レーダーセーフティーパッケージ」を標準装備するとともに、走行状況や天候に応じて最適な視界を確保するインテリジェントライトシステムなどで構成される「アドバンストライトパッケージ」も標準装備し、高い安全性と快適性を両立した。
2014年6月11日、クーペを一部改良。新たに、既存のC180クーペの装備内容を厳選することで車両本体価格を下げ、ユーザーのニーズに合わせたオプションが設定できる廉価グレードC180クーペ トレンドを追加。C180クーペはオプション設定だった「レーダーセーフティーパッケージ」を標準装備化し、前席シートヒーターとプライバシーガラスも追加装備しながら従来型からの価格上昇を抑えた。なお、C250クーペ SPORTは廃止となった。

## ギャラリー

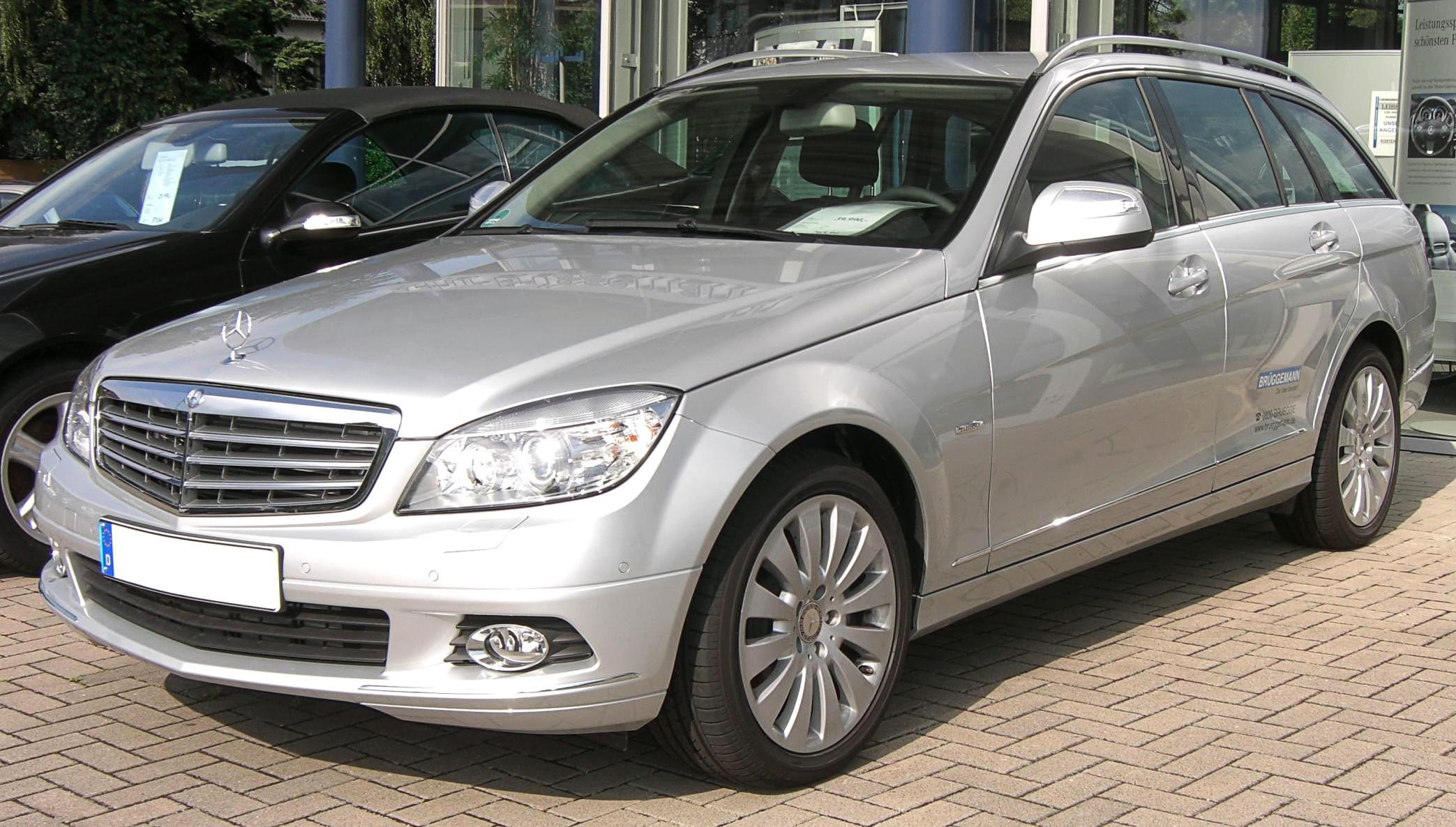
S204 C180
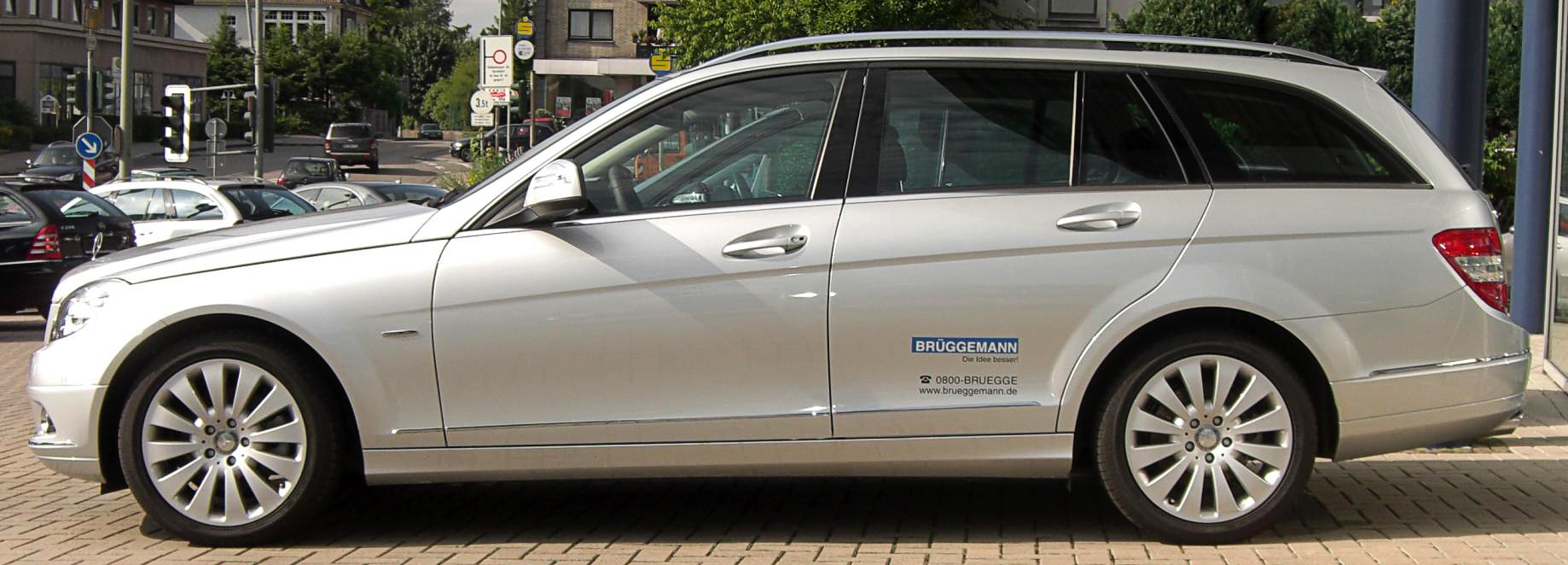
S204 C180
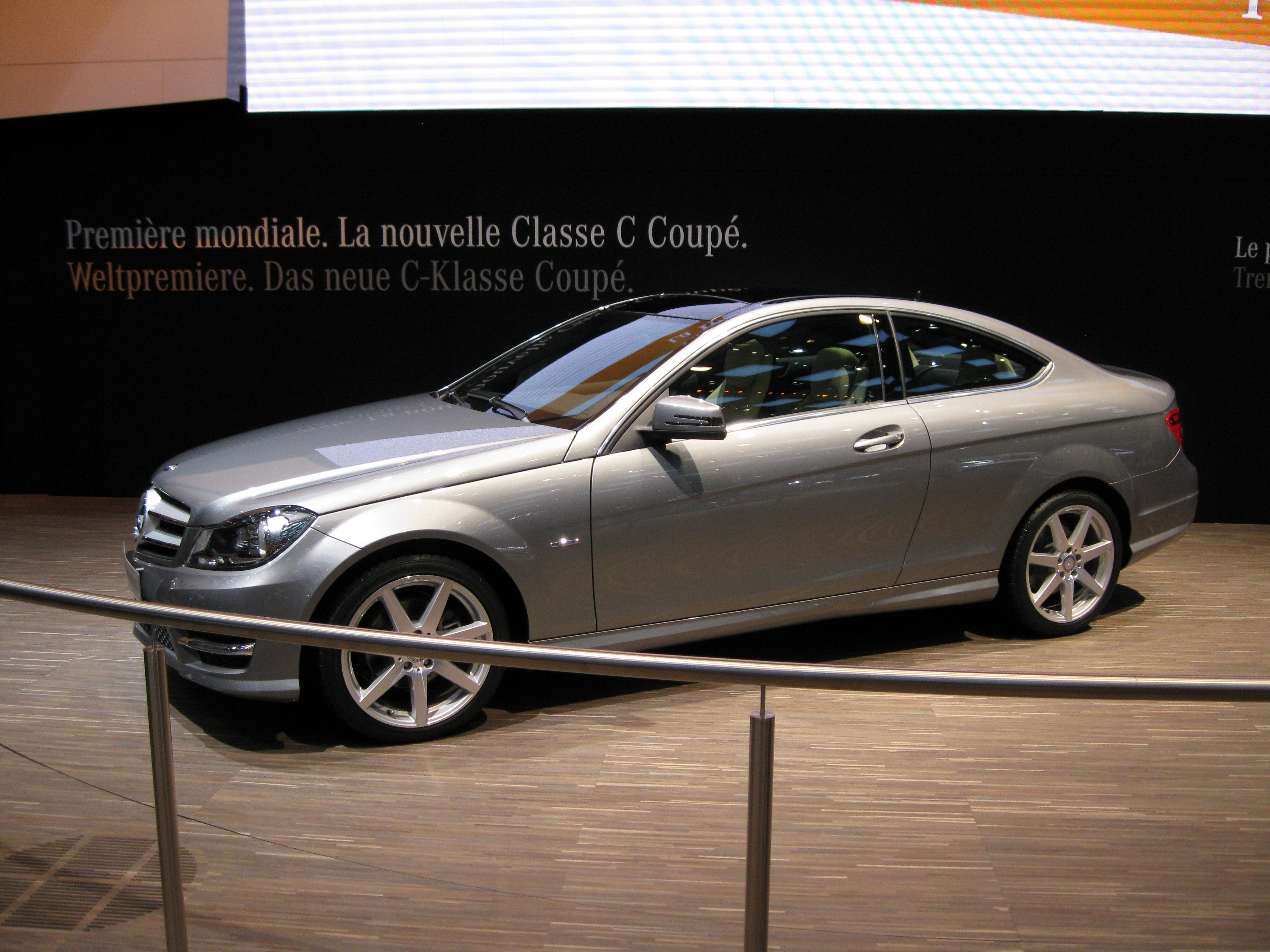
C204 C220
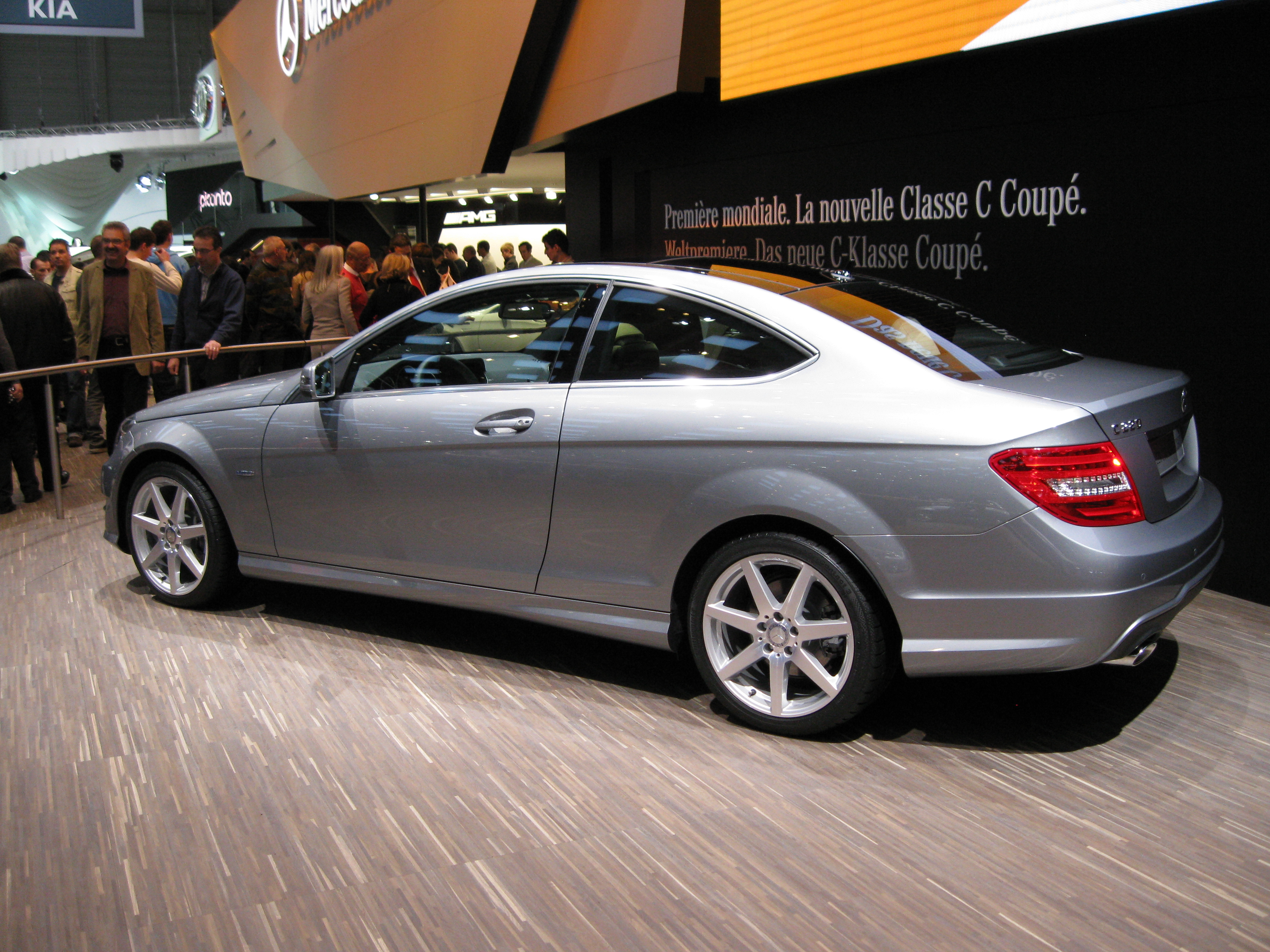
C204 C220
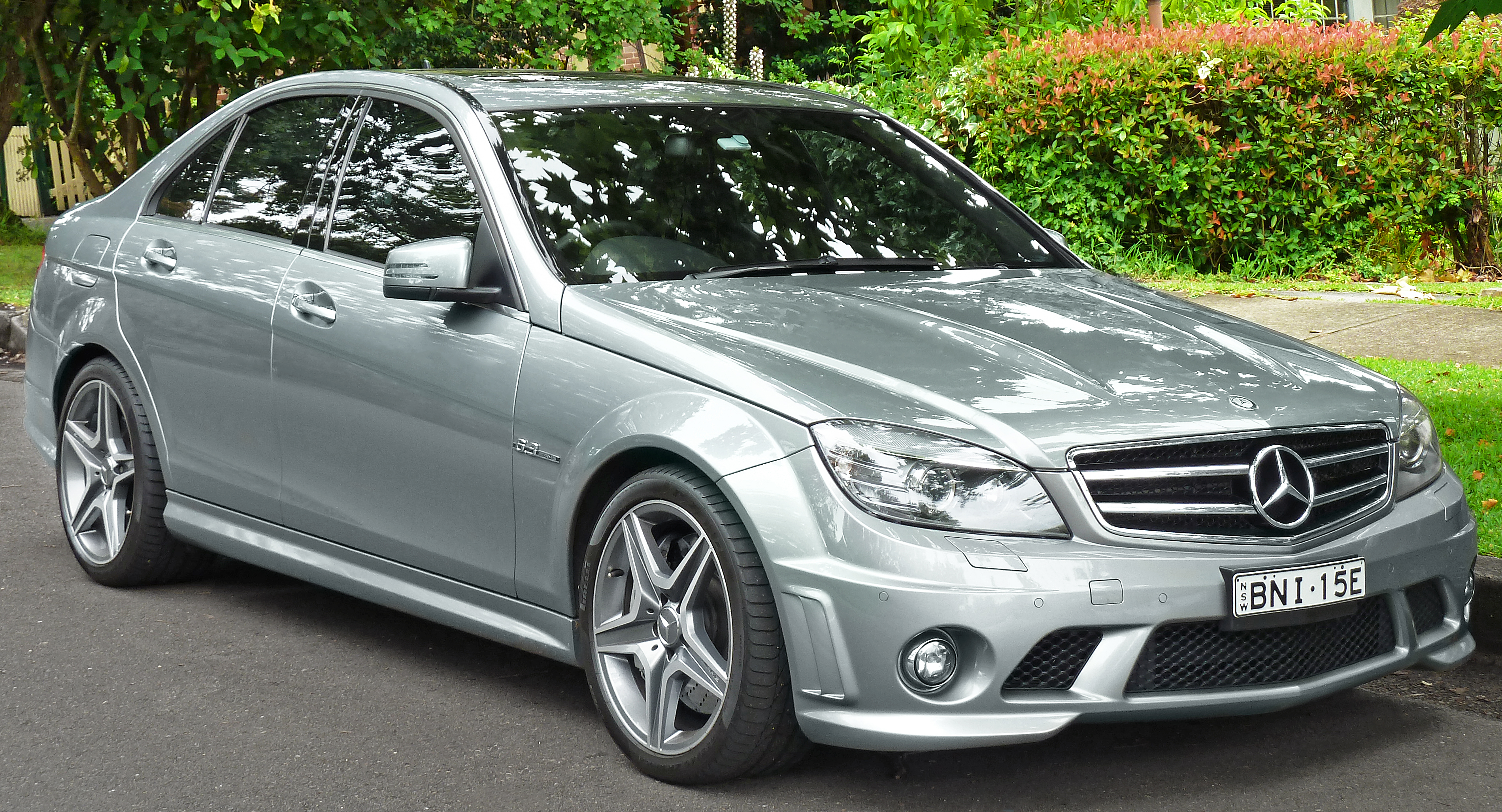
W204 C63 AMG
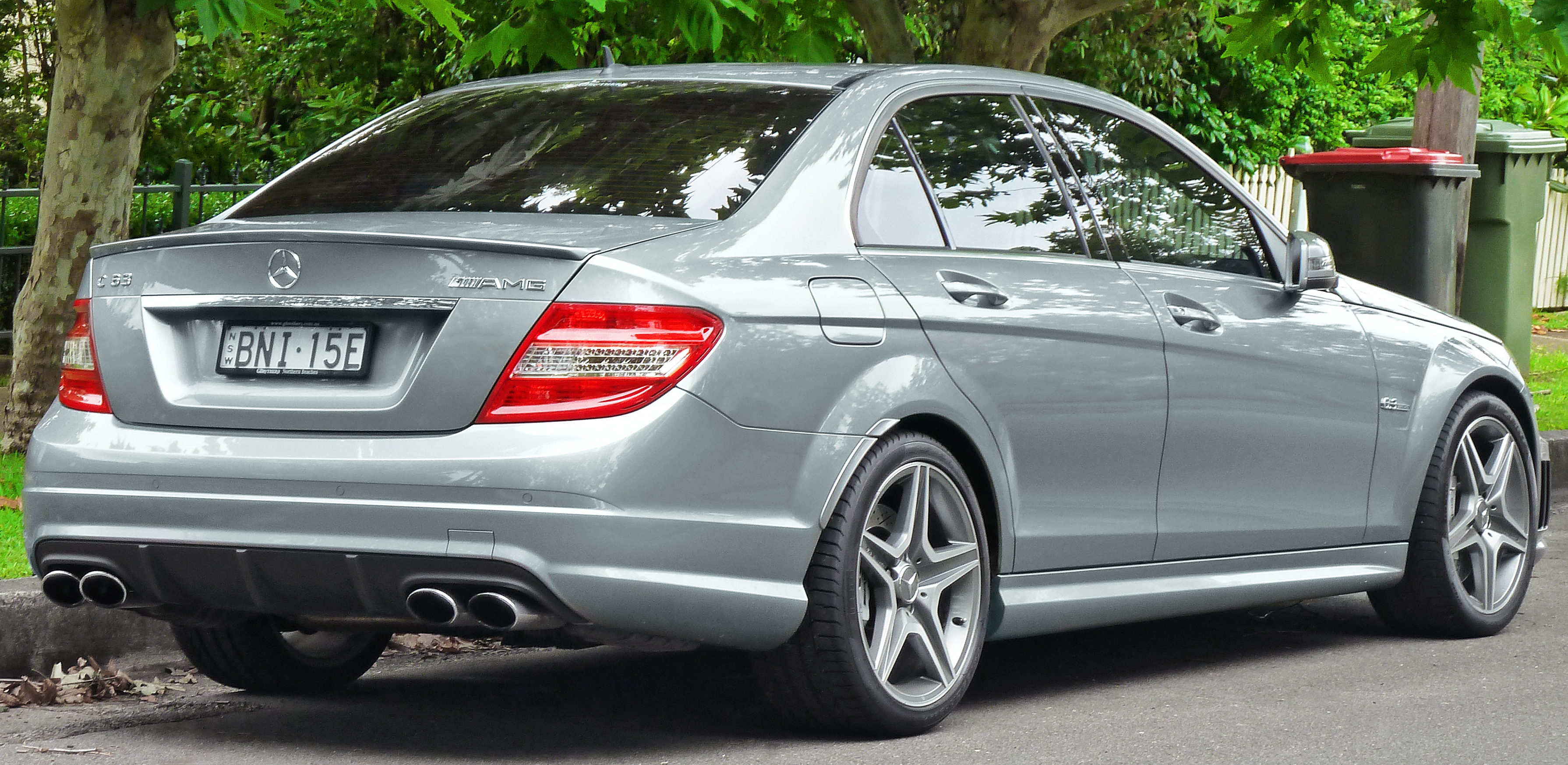
W204 C63 AMG

## グレード
| グレード | 発売期間                                                                                            | エンジン                                    | 排気量  | 最高出力/最大トルク | 変速機 | 駆動方式 |
| --- | --------------------------------------------------------------------------------------------------- | ------------------------------------------- | ------- | ------------------- | ------ | -------- |
| C63 AMG C63 AMG ステーションワゴン C63 AMG クーペ                                                                | セダン 2007年10月 - 2014年7月 ステーションワゴン 2008年4月 - 2014年9月 クーペ 2011年7月 - 2016年3月 | 156型 DOHC V型8気筒                         | 6,208cc | 457PS/61.2kg・m     | 7速AT  | FR       |
| C350 ブルーエフィシェンシー アバンギャルド C350 ブルーエフィシェンシー ステーションワゴン アバンギャルド         | 2011年5月 - 2013年7月                                                                               | 276型 DOHC V型6気筒                         | 3,498cc | 306PS/37.7kg・m     | 7速AT  | FR       |
| C350 アバンギャルド C350 ステーションワゴン アバンギャルド                                                       | セダン 2013年8月 - 2014年7月 ステーションワゴン 2013年8月 - 2014年9月                               | 276型 DOHC V型6気筒                         | 3,498cc | 306PS/37.7kg・m     | 7速AT  | FR       |
| C300 アバンギャルドS                                                                                             | 2007年6月 - 2009年8月                                                                               | 272M30型 DOHC V型6気筒                      | 2,996cc | 231PS/30.6kg・m     | 7速AT  | FR       |
| C300 アバンギャルド C300 ステーションワゴン アバンギャルド                                                       | 2009年8月 - 2011年5月                                                                               | 272M30型 DOHC V型6気筒                      | 2,996cc | 231PS/30.6kg・m     | 7速AT  | FR       |
| C250 アバンギャルド C250 ステーションワゴン アバンギャルド                                                       | セダン 2007年6月 - 2009年8月 ステーションワゴン 2008年4月 - 2009年8月                               | 272M25型 DOHC V型6気筒                      | 2,496cc | 204PS/25.0kg・m     | 7速AT  | FR       |
| C250 エレガンス C250 ステーションワゴン エレガンス                                                               | セダン 2007年6月 - 2009年8月 ステーションワゴン 2008年4月 - 2009年8月                               | 272M25型 DOHC V型6気筒                      | 2,496cc | 204PS/25.0kg・m     | 7速AT  | FR       |
| C250 CGI ブルーエフィシェンシー アバンギャルド C250 CGI ブルーエフィシェンシー ステーションワゴン アバンギャルド | 2009年8月 - 2011年5月                                                                               | 271型 DOHC 直列4気筒 ターボチャージャー付   | 1,795cc | 204PS/31.6kg・m     | 5速AT  | FR       |
| C250 ブルーエフィシェンシー アバンギャルド C250 ブルーエフィシェンシー ステーションワゴン アバンギャルド         | 2011年5月 - 2013年7月                                                                               | 271型 DOHC 直列4気筒 ターボチャージャー付   | 1,795cc | 204PS/31.6kg・m     | 7速AT  | FR       |
| C250 アバンギャルド C250 ステーションワゴン アバンギャルド                                                       | セダン 2013年8月 - 2014年7月 ステーションワゴン 2013年8月 - 2014年9月                               | 271型 DOHC 直列4気筒 ターボチャージャー付   | 1,795cc | 204PS/31.6kg・m     | 7速AT  | FR       |
| C250 ブルーエフィシェンシー クーペ                                                                               | 2011年10月 - 2013年7月                                                                              | 271型 DOHC 直列4気筒 ターボチャージャー付   | 1,795cc | 204PS/31.6kg・m     | 7速AT  | FR       |
| C250 クーペ SPORT                                                                                                | 2013年8月 - 2014年6月                                                                               | 271型 DOHC 直列4気筒 ターボチャージャー付   | 1,795cc | 204PS/31.6kg・m     | 7速AT  | FR       |
| C200 CGI ブルーエフィシェンシー アバンギャルド C200 CGI ブルーエフィシェンシー ステーションワゴン アバンギャルド | 2010年2月 - 2011年5月                                                                               | 271型 DOHC 直列4気筒 ターボチャージャー付   | 1,795cc | 184PS/27.5kg・m     | 5速AT  | FR       |
| C200 CGI ブルーエフィシェンシー エレガンス C200 CGI ブルーエフィシェンシー ステーションワゴン エレガンス         | 2010年2月 - 2011年5月                                                                               | 271型 DOHC 直列4気筒 ターボチャージャー付   | 1,795cc | 184PS/27.5kg・m     | 5速AT  | FR       |
| C200 CGI ブルーエフィシェンシー C200 CGI ブルーエフィシェンシー ステーションワゴン                               | 2010年2月 - 2011年5月                                                                               | 271型 DOHC 直列4気筒 ターボチャージャー付   | 1,795cc | 184PS/27.5kg・m     | 5速AT  | FR       |
| C200 CGI ブルーエフィシェンシー ライト C200 CGI ブルーエフィシェンシー ステーションワゴン ライト                 | 2010年8月 - 2011年5月                                                                               | 271型 DOHC 直列4気筒 ターボチャージャー付   | 1,795cc | 184PS/27.5kg・m     | 5速AT  | FR       |
| C200 ブルーエフィシェンシー アバンギャルド C200 ブルーエフィシェンシー ステーションワゴン アバンギャルド         | 2011年5月 - 2013年7月                                                                               | 271型 DOHC 直列4気筒 ターボチャージャー付   | 1,795cc | 184PS/27.5kg・m     | 7速AT  | FR       |
| C200 ブルーエフィシェンシー C200 ブルーエフィシェンシー ステーションワゴン                                       | 2011年5月 - 2013年7月                                                                               | 271型 DOHC 直列4気筒 ターボチャージャー付   | 1,795cc | 184PS/27.5kg・m     | 7速AT  | FR       |
| C200 アバンギャルド C200 ステーションワゴン アバンギャルド                                                       | セダン 2013年8月 - 2014年7月 ステーションワゴン 2013年8月 - 2014年9月                               | 271型 DOHC 直列4気筒 ターボチャージャー付   | 1,795cc | 184PS/27.5kg・m     | 7速AT  | FR       |
| C200 コンプレッサー アバンギャルド C200 コンプレッサー ステーションワゴン アバンギャルド                         | セダン 2007年6月 - 2010年2月 ステーションワゴン 2008年4月 - 2010年2月                               | 271型 DOHC 直列4気筒 スーパーチャージャー付 | 1,795cc | 184PS/25.5kg・m     | 5速AT  | FR       |
| C200 コンプレッサー エレガンス C200 コンプレッサー ステーションワゴン エレガンス                                 | セダン 2007年6月 - 2010年2月 ステーションワゴン 2008年4月 - 2010年2月                               | 271型 DOHC 直列4気筒 スーパーチャージャー付 | 1,795cc | 184PS/25.5kg・m     | 5速AT  | FR       |
| C200 コンプレッサー C200 コンプレッサー ステーションワゴン                                                       | 2008年4月 - 2010年2月                                                                               | 271型 DOHC 直列4気筒 スーパーチャージャー付 | 1,795cc | 184PS/25.5kg・m     | 5速AT  | FR       |
| C180 ブルーエフィシェンシー アバンギャルド C180 ブルーエフィシェンシー ステーションワゴン アバンギャルド         | 2012年7月- 2013年7月                                                                                | 271型 DOHC 直列4気筒 ターボチャージャー付   | 1,795cc | 156PS/25.5kg・m     | 7速AT  | FR       |
| C180 アバンギャルド C180 ステーションワゴン アバンギャルド                                                       | セダン 2013年8月 - 2014年7月 ステーションワゴン 2013年8月 - 2014年9月                               | 271型 DOHC 直列4気筒 ターボチャージャー付   | 1,795cc | 156PS/25.5kg・m     | 7速AT  | FR       |
| C180 ブルーエフィシェンシー C180 ブルーエフィシェンシー ステーションワゴン                                       | 2011年10月 - 2013年7月                                                                              | 271型 DOHC 直列4気筒 ターボチャージャー付   | 1,795cc | 156PS/25.5kg・m     | 7速AT  | FR       |
| C180 C180 ステーションワゴン C180 クーペ                                                                         | セダン 2013年8月 - 2014年7月 ステーションワゴン 2013年8月 - 2014年9月 クーペ 2013年8月 - 2016年3月  | 271型 DOHC 直列4気筒 ターボチャージャー付   | 1,795cc | 156PS/25.5kg・m     | 7速AT  | FR       |
| C180 ブルーエフィシェンシー クーペ                                                                               | 2011年10月 - 2013年7月                                                                              | 271型 DOHC 直列4気筒 ターボチャージャー付   | 1,795cc | 156PS/25.5kg・m     | 7速AT  | FR       |
| C180 クーペ トレンド                                                                                             | 2014年6月 - 2016年3月                                                                               | 271型 DOHC 直列4気筒 ターボチャージャー付   | 1,795cc | 156PS/25.5kg・m     | 7速AT  | FR       |

| グレード  | エンジン  | 排気量  | 最高出力        | 最大トルク           | 0-100km/h | 最高速度 |
| --------- | --------- | ------- | --------------- | -------------------- | --------- | -------- |
| C 180 K   | 直列4気筒 | 1,796cc | 115 kW (156 PS) | 230Nm/2,800-4,600rpm | 9.5秒     | 223km/h  |
| C 200 K   | 直列4気筒 | 1,796cc | 135 kW (184 PS) | 250Nm/2,800-5,000rpm | 8.6秒     | 235km/h  |
| C 230     | V型6気筒  | 2,496cc | 150 kW (200 PS) | 245Nm/2,900-5,500rpm | 8.4秒     | 240km/h  |
| C 280     | V型6気筒  | 2,996cc | 170 kW (230 PS) | 300Nm/2,500-5,000rpm | 7.3秒     | 250km/h  |
| C 350     | V型6気筒  | 3,498cc | 200 kW (270 PS) | 350Nm/2,400-5,000rpm | 6.4秒     | 250km/h  |
| C 200 CDI | 直列4気筒 | 2,148cc | 100 kW (140 PS) | 270Nm/1,600-3,000rpm | 10.4秒    | 215km/h  |
| C 220 CDI | 直列4気筒 | 2,148cc | 125 kW (170 PS) | 400Nm/2,000rpm       | 8.5秒     | 229km/h  |
| C 320 CDI | V型6気筒  | 2,987cc | 165 kW (224 PS) | 510Nm/1,600-2,800rpm | 7.7秒     | 250km/h  |

日本仕様では以下の表記として導入されている。
C200K=C200コンプレッサー
C230=C250
C280=C300